# Peter Vail
Peter R. Vail est un géologue et géophysicien américain né le 13 janvier 1930 et mort le 28 décembre 2024. Il est à l'origine de la séquence de Vail, se basant sur les variations du niveau de la mer, et donc de l'espace d'accommodation. Vail a obtenu son Bachelor of Science au Dartmouth College en 1952, suivi de ses diplômes de Master of Science et Ph.D. de l'Université Northwestern en 1956. Il était professeur émérite W. Maurice Ewing au département des sciences de la Terre de l'université Rice.
Vail est connu pour avoir été le premier à comprendre que les réflecteurs en imagerie sismique ne suivent pas les limites des lithofaciès, mais plutôt les lignes temporelles géologiques. Ce concept a donné naissance au domaine de la stratigraphie séquentielle.
Il reçoit en 2005 la Médaille Benjamin-Franklin pour ses travaux pionniers en stratigraphie séquentielle. Parmi ses autres distinctions, on compte le Legendary Geoscientist Award de l'American Geological Institute, la médaille Penrose de la Geological Society of America en 2003, le Sidney Powers Memorial Award, ainsi que le Distinguished Educator Award de l'American Association of Petroleum Geologists.
Vail meurt le 28 décembre 2024, à l'âge de 94 ans.